# 迈克尔·M·伍夫森
迈克尔·M·伍夫森（1927年1月9日—2019年12月23日）是一位英国物理学家和行星科学家，1984年当选英国皇家学会会士，主要作品有《人人都来掷骰子：日常生活中的概率与统计》（Everyday Probability and Statistics: Health, Elections, Gambling and War）等。